# گریمسفونت
گریمسفونت (به لاتین: Grímsvötn) یک کوه در ایسلند است که در  Austur-Skaftafellssýsla  واقع شده‌است. گریمسفونت ۱٬۷۲۵ متر بالاتر از سطح دریا واقع شده‌است.